# Thomas Bäppler-Wolf
Thomas Bäppler-Wolf (* 24. Dezember 1961 in Frankfurt am Main) ist ein deutscher Kommunalpolitiker (bis 2025 SPD), Schauspieler, Entertainer, Travestiekünstler, Tanzlehrer und Choreograph.

## Leben
Geboren im Frankfurter Stadtteil Griesheim, absolvierte Bäppler zunächst eine Ausbildung zum Tanzlehrer. 1990 gründete er die Tanzschule Bäppler-Wehrle in Frankfurt, wo er zu besonderen Anlässen in die Rolle des Travestiekünstlers schlüpfte.
1993 schuf er die Figur Bäppi la Belle und gründete das TiTS-Theater. Er gestaltete Liederabende (Bertolt Brecht/Kurt Weill) und später abendfüllende Soloshows. Die Show Angela du goldisch Maus, eine Show über Kanzlerin Angela Merkel, lief bis zu ihrem Ende im Dezember 2007 zwei Jahre im TiTS-Theater. Das TiTS-Theater wurde 2008 in Theatrallalla Theater umbenannt. Die Show Samstags gibt's dick' Supp kulminierte in einem gleichnamigen Buch mit 90 Rezepten hessischer Prominenter, welches Bäppler-Wolf gemeinsam mit Sibylle Nicolai verfasste und das im Oktober 2008 erschien. Nachdem er seine Tanzlehrertätigkeit 2012 aufgegeben hatte, spielte er die Hauptrolle im Musical La Cage aux Folles im Volkstheater Frankfurt unter der Regie von Gaines Hall. Die Bearbeitung in hessischer Mundart stammte aus seiner Feder. Nach der Schließung des Volkstheaters wurde das Theatrallalla Theater zur neuen Comedymundart Bühne in Frankfurt. Dort wurden Stücke wie Sissy – Beuteljahre einer Kaiserin und Cleopatra und der Fluch der Tempelhuren von Walter Bockmayer aufgeführt. Auch Klassiker wie Der zerbrochne Krug, Das Haus in Montevideo und Die Fledermaus kam auf die Bühne. 2018 spielte er die Figur „Miss Moppel“, eine Parodie auf Miss Marple. Das Stück Miss Moppel – 16.50 nach Offenbach stand bis 2023 auf dem Spielplan. Seit 2023 steht er als Miss Moppel im zweiten Stück Miss Moppel – Mord im Rad auf der Bühne. Seit der Schließung des Theatrallalla hat er und seine Bühne ein festes Zuhause im Apfelweinlokal „Zum Rad“ im Frankfurter Stadtteil Seckbach. 2019 ging Bäppi La Belle in Rente und er tritt seit dieser Zeit nur noch als Bäppi auf.
2012 führte er als Apfelweinwirtin Lia durch die Tutanchamun-Ausstellung. 2018 begann er mit Stadtführungen durch die Neue Frankfurter Altstadt. Er gibt Führungen durch die Altstadt, Geheimnisse von Frankfurt, Römerberg und Kaiserdom. In seinen Museumsführungen schlüpft er in comedyhafter Weise in verschiedene Rollen. Im Historischen Museum von Frankfurt als Karl der Große, im Archäologischen Museum als Vespasian, im Römer als Obelix, Im Senckenbergmuseum als Indiana Jones und im Zoo als Bernhard Grzimek.
Bäppler-Wolf war als Choreograph für Rock- und Popmusik tätig. Als Produzent, Autor, Co-Regisseur und Hauptdarsteller inszenierte er 2018 die 45-minütige James-Bond-Parodie Specktre. Ferner war er Sitzungspräsident der Frankfurter Regenbogensitzung, einer jährlich stattfindenden Karnevalsveranstaltung von Homosexuellen für Homosexuelle und Heteros. Er lebt mit seinem Lebenspartner in Frankfurt.
Seit Juli 2016 ist er Stadtverordneter der Stadt Frankfurt am Main, zunächst in der Fraktion der SPD. Im Januar 2025 trat er aus Partei und Fraktion aus.

## Rassismusvorwürfe
Bäppler-Wolf wurde im Bezug auf Äußerungen im Internet oder öffentliche Auftritte wiederholt Rassismus vorgeworfen. Konkret ging es unter anderem um seine Ankündigung einer Show „Alt, weiß, männlich – Lieder unserer Jugend, von Ernst Neger bis Zigeunerjunge. Da bleibt kein Wokeauge trocken“ sowie ein geteiltes Video auf Facebook, in dem Migranten mit Affen verglichen wurden. Auf Druck der Frankfurter SPD-Parteispitze gab er daraufhin seinen Posten als kulturpolitischer Sprecher der Fraktion auf, ein Parteiausschluss erfolgte jedoch nicht. Bäppler-Wolf selbst ordnet seine Äußerungen als Provokation ein, die für ihn zum Dasein als Schauspieler dazugehöre. Ende Januar 2025 gab Bäppler-Wolf bekannt, aus der SPD-Fraktion der Frankfurter Stadtverordnetenversammlung ausgetreten zu sein und seine Mitgliedschaft bei der SPD beendet zu haben. Unmittelbar zuvor war Bäppler-Wolf erneut durch umstrittene Äußerungen bezüglich des Selbstbestimmungsgesetzes und abfällige Kommentare gegenüber der Stadtverordneten Hilime Arslaner (Grüne) aufgefallen. Laut Recherchen der Frankfurter Allgemeinen Zeitung kam er durch seinen Austritt einem Parteiausschlussverfahren zuvor.

## Ämter / Funktionen
- Präsident des Berufsverbands Deutscher Tanzlehrer 2008–2012[11]
- Sitzungspräsident der Frankfurter Regenbogensitzung[12]
- Initiator der Frankfurter Aidsgala[13]
- Stadtverordneter der Stadt Frankfurt am Main für die SPD / Mitglied des Kultur- und Verkehrsausschusses[14]
- Ehrungen:

- 2005 Ehrenmützenträger der Frankfurter Regenbogensitzung[15]
- 2008 Silberne Ehrennadel des Berufsverband Deutscher Tanzlehrer
- Ehrenpräsident des Berufsverbandes Deutscher Tanzlehrer
- 2009 Träger des Ehrenpreises der Hessischen Apfelweinstraße (Hessische Apfelwein- und Obstwiesenroute)
- 2009 M-Motion Dance Awards für die beste Choreographie der Formation „Der Schuh des Manitu“

## Filmografie
- 2005: Ein Fall für den Fuchs (Sat.1) mit Walter Sittler und Simone Thomalla
- 2005–2007: Regenbogensitzung „Da zucke die Tucke“ (hr-fernsehen)
- 2008–2010: Wöchentliche Kolumne bei rheinmaintv
- 2012: Monatliche Fernsehübertragung von Bäppi´s CouchGebabbel bei rheinmaintv
- 2018: Specktre

## Theater

### Volkstheater Frankfurt
- 2011: Stargast „40 Jahre Volkstheater“
- 2011: Frankfurter Aidsgala (Moderation und Auftritt)
- 2012: Mundartadaption des Musicals La Cage aux Folles als Albert

### Amphitheater Hanau
- 2008: „Johnny und Meg“ von Sibylle Nicolai
- 2009: „Putzi und die Boygroup“ von Sibylle Nicolai
- 2013: "I dreamed a Dream" 20 Jahre Bäppi La Belle

### Alte Oper Frankfurt
- 2022: "60 Jahre und kein bisschen Leise"
- 2023: "30 Jahre Bäppi. The 1. Farewell Tour"

### Bäppis Theatrallalla Theater (Auswahl)
- 1993: Bäppi La Belle (Show)
- 1996: Emanuel Striese in „Der Raub der Sabinerinnen“
- 1996: Crazy World (Show)
- 1997: Choreographie Boygroup „4-Sale“
- 1998: Ich glaub ja nicht, daß Ihnen sowas grad gefällt (Brecht / Weill)
- 1998: This is my live (Show)
- 2000: Ich war nie Revuetänzerin (Show)
- 2002: Trouble on Broadway (Show)
- 2004: Mit 66 Fummeln (Show)
- 2008: Samstags gibt's dick' Supp (Show)
- 2009: Bäppi und Lars - Abramakabra (Show)
- 2009: Putzi und die Boygroup von Sibylle Nicolai
- 2010: Die Bäppi Ford Klinik (Show)
- 2010: Bäppis Couchgebabbel (Show)
- 2011: ADGMISDSIDBFK (Show)
- 2012 Das Leben des Brian Lesung
- 2012: Heinz und Heinz. Das Beste von Heinz Schenk und Heinz Erhardt. Lesung
- 2012: Zum Rosa Bock
- 2012: One and a half men. RatPack Show mit Benedikt Ivo und Gabriel Groh (Show)
- 2013: Nina und Bert (Show)
- 2013: Meine dicke Freundin  (Theater)
- 2013: Golden Girls (Theater)
- 2014: Die Venus von Kilo (Show)
- 2014: Verliebt, Verlobt Verheiratet  (Theater)
- 2014: La Cage aux Folles  (Theater)
- 2015: Die kleine Geisha  (Theater)
- 2015: Ne Dame werd ich nie (Show)
- 2016: Ich stemm die Fleischworscht mit aaner Hand (Show)
- 2016: Mandolinen und Mondschein-Unterwegs gen Italien  (Theater)
- 2016: Winnetuck-Kreischalarm in der Prärie  (Theater)
- 2017: Die Fledermaus  (Theater)
- 2018: Der zerdepperte Bembel  (Theater)
- 2018: Ben Hur und die Ratten der Rennbahn  (Theater)
- 2020: Ja ja der Äppelwoi (Show)
- 2022: Es will mer net in de Kopp enei (Show)
- 2023: Des beste was en Hesse wern kann (Show)

## Sonstige Aktivitäten
- Seit 1997 Auftritte und Moderationen beim Christopher Street Day in Frankfurt am Main
- Seit 2004 Sitzungspräsident und Akteur der Frankfurter Regenbogensitzung
- 2004–2005 Kolumne beim Hörfunksender Main FM
- Seit 2005 Kochkurse mit Mirko Reeh als „Lia und Heinz“ (Lia Wöhr und Heinz Schenk)
- Dezember 2011 bis Juni 2012 - 115 Mundartführungen als Lia Wöhr in der Tutanchamun Ausstellung in Frankfurt am Main
- Kurze Sprechrollen im Intro und Outro der Sendung Technik Ranch
- 2022 Kolumne "Bürger fragen, Bäppi antwortet" bei Radio Frankfurt

## Werke
- mit Sibylle Nicolai (Hrsg.): Samstags gibt’s dick Supp. Das gehessische Suppenbuch mit Prominenteneinlage. B 3, Frankfurt am Main 2008, ISBN 978-3-938783-52-8.
- Wasse schon immer iwwer Frankort wisse wollde .... Ramubu Verlag, Frankfurt am Main 2022, ISBN 978-3-00-074066-4